# Zero she flies
Zero she flies is het derde studioalbum van Al Stewart. Het is opgenomen in de Sound Techniques Studio in Londen. Zero she flies is een term uit de luchtvaart, wanneer men vliegt en het zicht is nul meter door mist.

## Musici
Een hele waslijst aan musici speelde mee tijdens de opnamen. De bekendste daaronder waren Gerry Conway en Louis Cennamo. 

## Muziek
| Nr. | Titel                                  | Duur |
| --- | -------------------------------------- | ---- |
| 1.  | My enemies have sweet voices (Stewart) | 5;12 |
| 2.  | A small fruit song (Stewart)           | 2:01 |
| 3.  | Gethsemane, again (Stewart)            | 5:27 |
| 4.  | Burbling (Stewart)                     | 3:22 |
| 5.  | Electric Los Angeles sunset (Stewart)  | 3:48 |

| Nr. | Titel                    | Duur |
| --- | ------------------------ | ---- |
| 1.  | Manuscript (Stewart)     | 4:43 |
| 2.  | Black Hill (Stewart)     | 1:25 |
| 3.  | Anna (Stewart)           | 1:49 |
| 4.  | Room of roots (Stewart)  | 3:53 |
| 5.  | Zero she flies (Stewart) | 5;21 |

De track My enemies have sweet voices is gebaseerd op het gelijknamige gedicht van Pete Morgan. Zero she flies was al begin 1969 te horen in de John Peel-show. Manuscript, werktitel England, is een verslag over een van de grootouders van Stewart, die omkwam tijdens de Eerste Wereldoorlog. Gethsemane, again is geïnspireerd op een bezoek aan de Kathedraal van Gloucester.